# Wojna włosko-abisyńska (1894–1896)
Wojna włosko-abisyńska 1894–1896 (tzw. I wojna włosko-abisyńska lub II wojna erytrejska) – konflikt zbrojny między Włochami a Abisynią trwający w latach 1894–1896.

## Sytuacja ogólna
W 1889 został zawarty traktat w Uccialli, pomiędzy Włochami i Abisynią, który regulował stosunki dyplomatyczne i częściowo gospodarcze pomiędzy stronami. W związku z własną interpretacją porozumienia, Włosi ogłosili państwo Menelika II swoim protektoratem. W odpowiedzi na to, cesarz wypowiedział traktat. Rzym potraktował to jako pretekst do wojny i wysłał swoje wojska przeciwko Etiopii. Armia inwazyjna nie była jednak przygotowana do prowadzenia wojny i liczyła tylko ok. 17 tys. ludzi. Uznano jednak, że takie siły wystarczą do spacyfikowania „niecywilizowanego” afrykańskiego państwa, za jakie uznano Abisynię. Tymczasem cesarz zebrał ogromną armię w sile 100–150 tys. żołnierzy. Na jego niekorzyść przemawiały jednak przestarzałe uzbrojenie i brak możliwości wyposażenia w nie wszystkich ludzi, stąd też ok. 20% Etiopczyków walczyło w tradycyjny sposób – z włóczniami i łukami.

## Przebieg walk
W styczniu 1895 korpus włoski pod dowództwem gen. Oreste Baratieriego pokonał lokalne oddziały etiopskie pod Coatit oraz pod Senafé, wdarł się w głąb prowincji Tigraj i zajął stolicę regionu – Mekelie. Sukcesy te upewniły Włochów o swojej przewadze i szybkim podboju kraju. Jednak Etiopczycy nie zamierzali się poddać i w grudniu rozpoczęli kontrofensywę. Wpływ na to mogło mieć przybycie nieoficjalnej misji rosyjskiej pod dowództwem porucznika Mikołaja S. Leontjewa. Misja zaowocowała nawiązaniem stosunków dyplomatycznych i próbą (nieudaną, mimo starań Leontjewa i księcia Damto, kuzyna Menelika II) pozyskania z Rosji większej ilości broni. Sam Leontjew wszedł do cesarskiej rady wojennej i pomógł planować działania wojenne.
W dniach 6–7 grudnia udało się Etiopczykom pokonać erytrejskich askarysów (oddziały w służbie włoskiej złożone z czarnoskórych osób) w bitwie pod Amba Alagi. Następnie, w styczniu 1896, wojska Menelika II przystąpiły do oblężenia Mekelie. Garnizon miasta skapitulował jeszcze tego samego miesiąca.
Włosi nie czekając na dalszy rozwój wypadków zdecydowali się wydać decydującą bitwę. Obie armie spotkały się w pobliżu dawnej stolicy Abisynii – Adui. 1 marca 1896 Etiopczycy z zaskoczenia zaatakowali podzielone na cztery kolumny oddziały Baratieriego. Odizolowane od siebie oddziały zostały po kolei wybite: z niespełna 18 tys. żołnierzy w korpusie zginęło lub zostało rannych 8,5 tys. Włochów i askarysów, a 1,3 tys. wzięto do niewoli. Abisyńczycy zdobyli też wszystkie 56 dział. Straty etiopskie wyniosły ok. 3–5 tys. zabitych i 6–8 tys. rannych, przy ponad 100 tys. stanie osobowym. Resztki armii Baratieriego wycofały się w popłochu w kierunku zajmowanej przez siebie Erytrei.

## Skutki
Utrata niemal całej siły zbrojnej w tej części Afryki zmusiła Rzym do rozpoczęcia negocjacji pokojowych. Krótko po klęsce pod Aduą zawarto wstępnie tajny układ o zawieszeniu broni. Ostatecznie, 23 października 1896 zawarto traktat w Addis Abebie. W wyniku pokoju, Włochy zrezygnowały z wcześniejszych ustaleń w Uccialli i uznały pełną niepodległość Abisynii. Menelik II zezwolił Włochom na pozostanie w Erytrei i oddał im nawet skrawek prowincji Tigraj, ale Włosi musieli zapłacić dodatkowo 10 mln lirów za utrzymanie swoich żołnierzy, którzy w wyniku wojny zostali wzięci do niewoli. Dokładne rozgraniczenie pomiędzy posiadłościami włoskimi a Abisynią ustaliły jednak dopiero traktaty dwustronne z lat 1900, 1902 i 1908. Będąc pod wielkim wrażeniem sukcesów Etiopczyków, osobne traktaty uznające równorzędną pozycję Abisynii i regulujące stosunki dwustronne, zawarły z Menelikiem II także Francja i Wielka Brytania.
Klęska w wojnie ośmieszyła Włochów i pogrzebała szanse ich państwa na zyskanie miana mocarstwa. Wojna powstrzymała ekspansję Rzymu w tym rejonie na prawie 40 lat. Echo klęski w tej wojnie nie ominęło także samych Włoch. Na ulice Rzymu, Neapolu i Turynu wyległy wielotysięczne demonstracje socjalistów, domagających się jak najszybszego wycofania z Abisynii. Ówczesny premier Francesco Crispi 5 dni po otrzymaniu wiadomości o klęsce pod Aduą podał się do dymisji. Natomiast dowodzący wojskami w Afryce Oreste Baratieri stanął przed sądem wojskowym. Co prawda uznano go za niewinnego klęski, jednak do końca żył w hańbie.
Skutkiem międzynarodowego szumu wokół tego konfliktu był wzrost nacjonalizmu we Włoszech. Zakończenie tej wojny było tematem wielu satyrycznych skeczów i karykaturalnych obrazków publikowanych w poczytnych zagranicznych gazetach. Jednym z nich był opublikowany w londyńskim „Timesie” i francuskim „Le Petit Journal” rysunek, na którym wielki, uśmiechnięty czarnoskóry mężczyzna powala drewnianym kołkiem z napisem Makelie króla Włoch Humberta I. Ta sytuacja powodowała narastającą frustrację, szowinizm i chęć odwetu wśród włoskich nacjonalistów i przyczyniła się do podbojów włoskich w pierwszych latach XX wieku, dojścia do władzy Mussoliniego i późniejszego dążenia do konfrontacji z Etiopią po zakończeniu I wojny światowej (II wojna abisyńska w latach 1935–1936).